# محارب (شوش)
محارب (شوش)، روستایی از توابع بخش فتح‌المبین شهرستان شوش در استان خوزستان ایران است.

## جمعیت
این روستا در دهستان چنانه قرار دارد و براساس سرشماری مرکز آمار ایران در سال ۱۳۸۵، جمعیت آن ۲۵۳ نفر (۳۳خانوار) بوده‌است.